# Jane Seymour
 For alternative betydninger, se Jane Seymour (flertydig). (Se også artikler, som begynder med Jane Seymour)
Jane Seymour (født i ca. 1508 – død den 24. oktober 1537) var Henrik 8. af Englands 3. hustru. De blev gift den 30. maj 1536, kun 11 dage efter at Henrik 8. forrige hustru, Anne Boleyn, var blevet henrettet. Hun sørgede for at genforene Henrik 8. med dennes forviste datter, den senere Maria 1. af England og fødte i oktober 1537  den senere Edvard 6. af England, men døde selv 12 dage senere. Hun var den eneste af Henriks 6 hustruer, der fik en dronnings begravelse, og hun ligger ved siden af ham i St. George's Chapel, Windsor.

## Begyndelsen
Jane Seymour blev født på familiens ejendom Wulfhall, Savernake Forest, Wiltshire. Hun var datter af John Seymour og Margery Wentworth og var det 5. barn i en søskendefolk på 9. Gennem sin morfar var hun efterkommer af kong Edward 3. af England og var derfor langt ude i familie med Henrik 8. Hun var desuden også beslægtet med sin forgænger, Anne Boleyn, da de begge havde Elizabeth Cheney til oldemor . Hendes fødselsår er 1508 eller 1509. Ved hendes begravelse gik 29 kvinder i række , da det var skik at markere hvert år af den afdødes liv. Hun skulle altså være født i 1508.
Hun var ikke så højt uddannet som andre af kong Henriks tidligere hustruer, Katharina af Aragonien og Anne Boleyn, men hun kunne læse og skrive lidt, men var langt bedre til håndarbejde og husholdning, der blev anset for mere nødvendigt for kvinderne. Janes håndarbejde skulle efter sigende være smukke, og noget af dette overlevede op til 1652 i Seymour familiens eje. 
Hun blev dronning Katharinas hofdame i 1532 og tjente derefter dronning Anne Boleyn. Den første rapport om Henriks forelskelse i Jane Seymour kom i februar 1536 .
Ifølge ambassadør Eustace Chapuys var Jane middelhøj og meget bleg, og han bemærkede også, at hun ikke var den store skønhed. Han erklærede dog overfor John Russell, at Jane var:” den skønneste af alle kongens hustruer” . Polydore Vergil skrev, at hun var:”en kvinde med den allerstørste charme af både karakter og udseende” .
Efter Janes død brugte to af hendes brødre, Thomas og Edward, slægtskabet til egen vinding skyld. Thomas endte med at gifte sig med kong Henriks sjette hustru Catherine Parr, da kongen døde. I den unge kong Edward 6.s  regeringstid gjorde Edward Seymour sig til hans beskytter og lod ham i realiteten herske over riget . Begge brødre mistede til sidst magten og blev henrettet.

## Ægteskab
Kong Henrik 8.blev gift med Jane på Palace of Whitehall, Whitehall, London, den 30. maj 1536, blot elleve dage efter Anne Boleyns henrettelse. Hun blev offentligt proklameret som dronning den 4. juni, men hun blev aldrig kronet, da kroningen måtte aflyses på grund af pesten i London, hvor kroningen skulle finde sted .
Som dronning skulle Seymour have været særdeles streng og formel. Hun var tæt knyttet til sine svigerinder, Anne Stanhope og Lady Beauchamp, sin søster Elizabeth samt Lady Lisle. Jane antog Lisles døtre som sine hofdamer, og hun efterlod mange af sine ejendele til Beauchamp. Jane fik hurtigt et meget tæt forhold til Maria, der var blevet forstødt af kongen, da han forelskede sig i Anne Boleyn. Den overdådige underholdning, munterhed, og ekstravagance, der blev indført under den forrige dronning, Anne, blev af Jane erstattet med streng håndhævelse af anstand, og den franske mode, der blev indført af Anne Boleyn, blev nu forbudt. Hendes eneste indblanding i nationale anliggender var i 1536, da hun bad kongen om at skåne dem, der havde deltaget i oprøret i det nordlige England. Henrik siges at have afvist dette og mindede hende om den skæbne, hendes forgænger havde mødt, da hun:”blandede sig i hans anliggender” .
Jane var af romersk-katolsk tro, ikke anglikansk, og menes på grund af dette, samt hendes loyalitet over for Katharina af Aragonien, at have gjort en stor indsats for at genindsætte Henriks første barn, Maria, i hendes tidligere rettigheder som arving til tronen. Jane var i stand til at genforene hende med hendes far, Henrik. og Eustace Chapuys skrev til Karl 5., at Janes medfølelse og indsats på vegne af Maria var et fordelagtigt træk hos hende. Et brev fra Maria til Jane viser, at Maria var taknemmelig for det, Jane havde udrettet. Selv om Jane prøvede, blev hverken Maria eller Elizabeth 1. af England genindsat i tronfølgen, før Henriks sjette hustru, Catherine Parr, overtalte ham til at gøre det .
I begyndelsen af 1537 blev Jane gravid, og under sin graviditet udviklede hun en trang til vagtler, som Henrik bestilte hjem til hende fra Calais og Flandern . Den 12. oktober 1537 fødte hun den eftertragtede mandlige arving, den senere kong Edward 6. af England på Hampton Court Palace.

## Død
Den lille prins Edward  blev døbt den 15. oktober 1537. Begge kongens døtre fra tidligere forhold, Maria (Katharina af Aragoniens datter) og Elizabeth (Anne Boleyns datter), var til stede under ceremonien. Efter barnedåben stod det klart, at Jane Seymour var alvorligt syg.
Jane Seymours fødsel havde været svær og  havde varet i to dage og tre nætter, sandsynligvis fordi barnet ikke lå rigtigt . Rygter cirkulerede om, at hun døde efter et kejsersnit, efter at Henrik havde beordret, at barnet skulle skæres ud af hende for at forhindre en dødfødsel, men kejsersnit udført på levende mødre var ikke mulig på det tidspunkt . Ifølge Edwards biograf, Jennifer Loach, kan Jane Seymours død have været forårsaget af en infektion fra efterbyrden, der ikke havde været fjernet helt . Ifølge Alison Weir kunne døden er også blevet forårsaget af barselsfeber på grund af en bakteriel infektion under fødslen, eller at en åre i mellemkødet var sprunget under fødselen .
Jane Seymour døde den 24. oktober 1537, på Hampton Court Palace, Kingston upon Thames, London.

### Begravelse
Jane Seymour blev begravet den 12. november 1537 i St. Georges Chapel på Windsor Castle i Windsor, Berkshire. Hendes steddatter Maria deltog. Jane Seymour var den eneste af Henriks hustruer, der fik en dronningebegravelse .
Efter hendes død bar Henrik sort i tre måneder og giftede sig ikke i tre år, selvom nye  ægteskabsforhandlinger blev startet kort efter hendes død. Hun var Henriks foretrukne hustru, fordi  hun fødte ham den længe ønskede mandlige arving. Da Henrik døde i 1547, blev han begravet ved siden af hende .